# Valentyna Evert
Valentyna Borysevych Evert (née le 8 mars 1946 à Kharkiv) est une athlète ukrainienne, spécialiste du lancer du javelot. 
Représentant l'URSS, elle remporte la médaille de bronze du lancer du javelot lors des championnats d'Europe 1969, devancée par les Hongroises Angéla Németh et Magda Paulányi.
Elle se classe 14e des Jeux olympiques de 1968.